# موسفت شاقولي

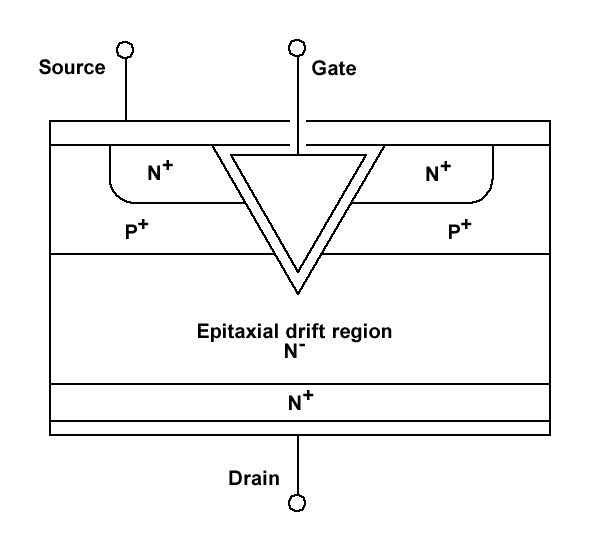
يحتوي هيكل VMOS على أخدود V عند منطقة البوابة

الترانزستور VMOS هو نوع من الموسفت (ترانزستور يعتبر تأثير المجال من أكسيد المعادن وأشباه الموصلات). يستخدم VMOS أيضًا لوصف شكل V-groove (الموضع في الصورة) المقطوع رأسياً في مادة الركيزة. VMOS هو اختصار لعبارة «أشباه الموصلات المعدنية الرأسية» أو "V-groove MOS".
يسمح شكل "V" لبوابة موسفت للجهاز بإيصال كمية أعلى من التيار من المصدر إلى المصرف من الجهاز. شكل منطقة الإنخفاض قناة أوسع، مما يسمح لمزيد من التيار بالتدفق خلالها.
أثناء التشغيل في وضع الحجب، يحدث أعلى مجال كهربائي عند تقاطع N + / p +. إن وجود زاوية حادة في أسفل الأخدود يعزز المجال الكهربائي عند حافة القناة في منطقة الإنخفاض، مما يقلل من جهد الانهيار للجهاز. يطلق هذا المجال الكهربائي الإلكترونات في أكسيد البوابة، وبالتالي تقوم الإلكترونات المحاصرة بتحويل جهد عتبة موسفت. لهذا السبب، لم يعد يتم استخدام بنية V-groove في الأجهزة التجارية.
كان استخدام الجهاز عبارة عن جهاز طاقة حتى تم إدخال أشكال هندسية أكثر ملاءمة، مثل UMOS (أو Trench-Gate MOS) من أجل خفض المجال الكهربائي الأقصى في الجزء العلوي من شكل V وبالتالي يؤدي إلى أقصى حد أعلى الفولتية من حالة VMOS.

## تاريخ
تم اختراع أول موسفت (بدون V-groove) بواسطة محمد عطا الله وداون كانغ في مختبرات بل في عام 1959. بدأ بناء V-groove بواسطة جون إيتشي نيشيزاوا في عام 1969، مبدئيًا للترانزستور الحثي الثابت (SIT)، وهو نوع من (ترانزستور حقلي وصلي) و (ترانزستور تأثير الحقل المتقاطع).